# Leonard Pinkhof

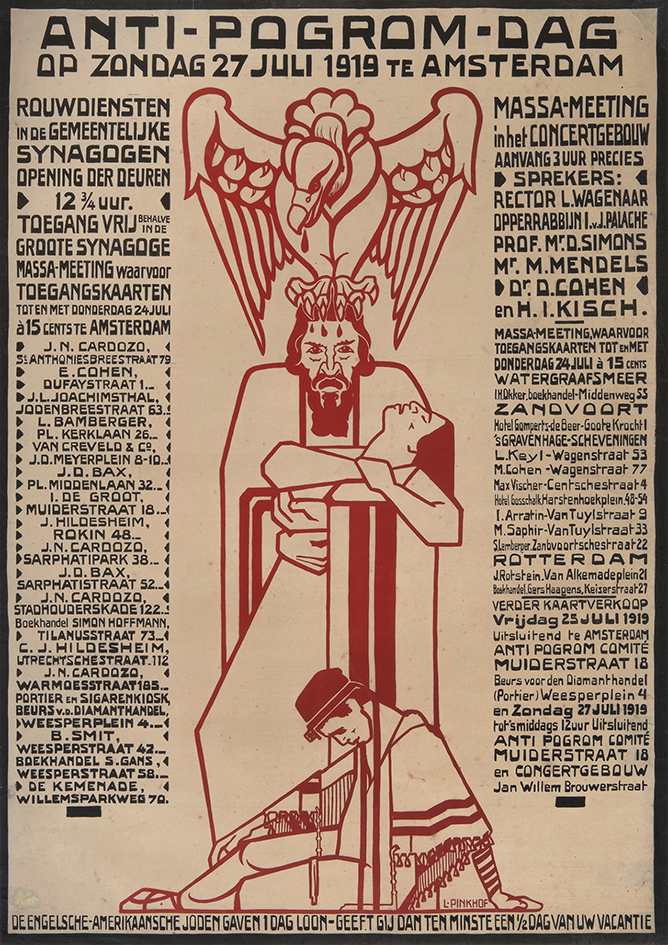
Anti-Pogrom-Tag 1919

Leonard Pinkhof (* 19. Juni 1898 in Amsterdam; † 23. Juli 1943 im Vernichtungslager Sobibor) war ein niederländischer Maler und Grafiker jüdischer Abstammung.
Pinkhof studierte von 1915 bis 1919 an der Rijksschool voor Kunstnijverheid Amsterdam (Nationale Schule für angewandte Kunst) bei Wilhelmus Marinus Retera und später an der Rijksakademie van beeldende kunsten bei Johannes Josephus Aarts und Nicolaas van der Waay.
Er ließ sich in Den Helder nieder, wo er technisches Zeichnen an der Ambachtsschool (Handwerksschule) unterrichtete. 1927 heiratete Pinkhof Betty Koekoek, mit der er vier Kinder hatte.
In seinen Werken erschienen oft Motive aus dem Leben niederländischer Juden. Er entwarf auch Bucheinbände.
Seine Arbeit wurde 1939 in die Ausstellung „Onze Kunst van Heden“ (Unsere Kunst von heute) im Rijksmuseum in Amsterdam aufgenommen. Pinkhof war Mitglied von De Onafhankelijken (Die Unabhängigen).
Im November 1940 wurde Pinkhof entlassen, weil Juden nach den Regeln der deutschen Besatzer nicht mehr in nichtjüdischen Einrichtungen arbeiten durften. Außerdem nahmen die Deutschen sein Haus ein und die Familie musste Den Helder verlassen. Die Familie war kurz im Dorf Oudesluis, dann 1941 in Amsterdam. 1943 wurden sie in das Durchgangslager Westerbork und dann in das Vernichtungslager Sobibor gebracht, wo sie ermordet wurden.